# Bali (prowincja)
Bali (indonez. Bali) – prowincja w Indonezji obejmująca wyspę Bali i kilka mniejszych wysp (Nusa Penida, Nusa Lembongan, Nusa Ceningan, Serangan, Menjangan). Powierzchnia 5780 km²; 4,3 mln mieszkańców (2020); stolica Denpasar.
W 2012 r. krajobraz kulturowy prowincji Bali został wpisany na listę światowego dziedzictwa UNESCO.

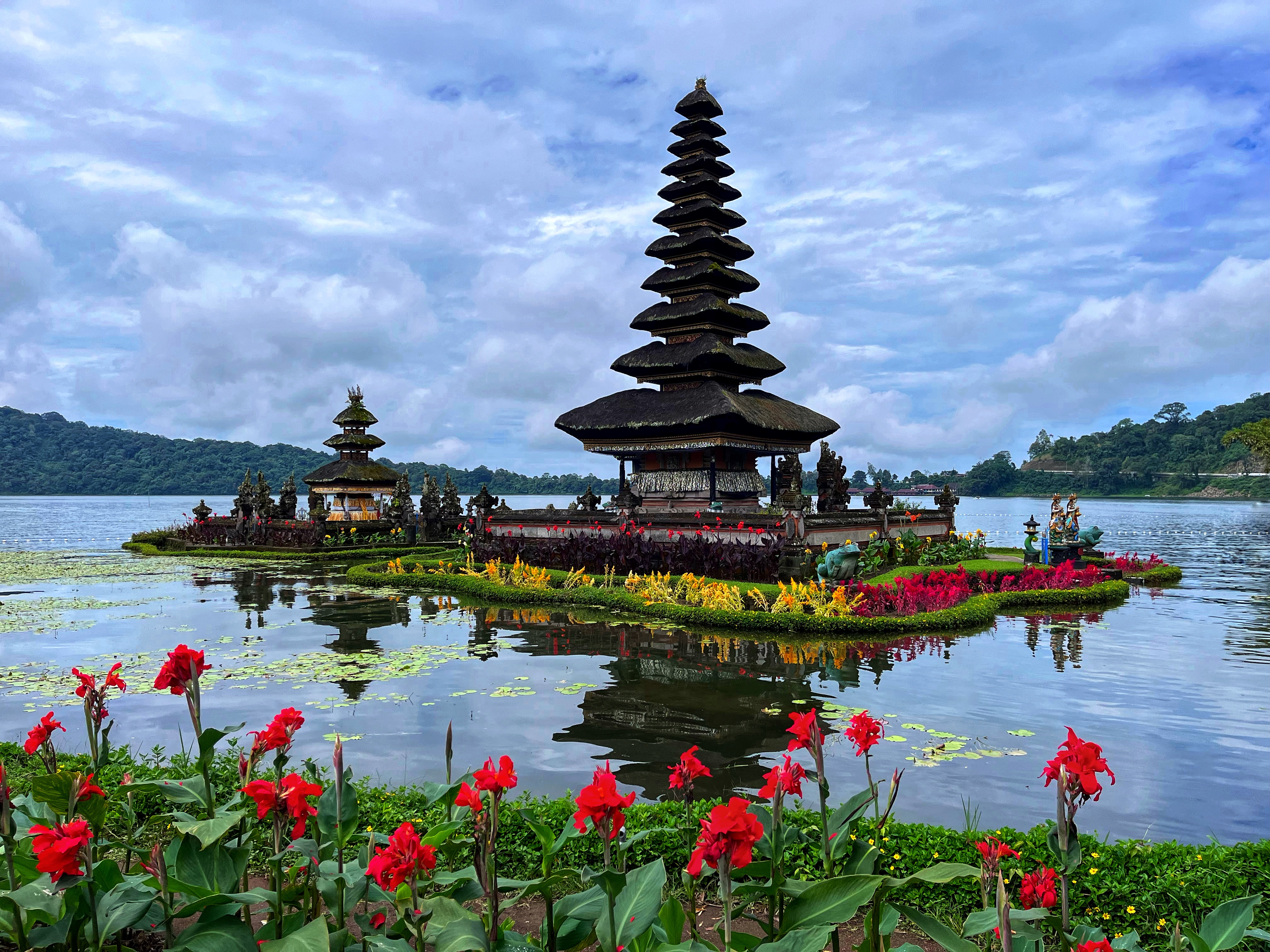
Purä Ulun Danu Bratan

## Podział administracyjny
Prowincja dzieli się na 8 dystryktów i 1 okręg miejski.
Dystrykty:
- Jembrana
- Tabanan
- Badung
- Gianyar
- Klungkung
- Bangli
- Karangasem
- Buleleng

Okręg miejski:
- Denpasar